# Mary Nolan
Mary Nolan (Louisville, Kentucky; 18 de diciembre de 1902 - Hollywood, California; 31 de octubre de 1948) fue una actriz, cantante y bailarina estadounidense.

## Carrera
Mientras trabajaba como modelo comenzó su carrera de bailarina como "chica Ziegfeld" en la década de 1920, tras ser descubierta por el productor Florenz Ziegfeld actuando bajo el nombre artístico de Imogene "Bubbles" Wilson. El impacto de Nolan fue tan profundo que el columnista Mark Hellinger dijo de ella en 1922: "Solo dos personas en Estados Unidos llevaban a todos los reporteros de Nueva York a los muelles para despedirlos. Una es el Presidente. La otra es Imogene" Bubbles "Wilson."
Fue despedida de las Follies de Ziegfeld en 1924 por su participación en una tumultuosa y muy publicitada pelea con el comediante Frank Tinney. Se fue de los Estados Unidos poco después y comenzó a hacer películas en Alemania. Apareció en diecisiete películas alemanas desde 1925 a 1927 con un nuevo nombre artístico, Imogene Robertson. Su primera película alemana fue Verborgene Gluten, estrenada en 1925. Más tarde, ese mismo año, apareció en Die Feuertänzerin para Universum Film AG. Recibió buenas críticas por su trabajo en la película, lo que la llevó a la UFA a ofrecerle un contrato de 1.500 dólares por semana. Mientras estaba en ese país, recibió ofertas de productores de Hollywood para aparecer en películas estadounidenses, pero las rechazó. Finalmente cedió después de que Joseph M. Schenck le ofreció un contrato con United Artists 
Al regresar a los Estados Unidos en 1927, intentó romper con su pasado anterior y adoptó otro nombre artístico, Mary Nolan. Ella firmó con Universal Pictures en 1928, donde encontró cierto éxito. 
El regreso de Nolan a los Estados Unidos hizo que varios grupos de mujeres protestaran por sus películas, mientras que Will H. Hays también expresó sus dudas sobre su carrera en Hollywood. Para resolver el problema de las audiencias que la conectaban con su pasado escandaloso, United Artists sugirió que cambiara su nombre a "Mary Nolan". Hizo dos películas bajo contrato con United Artists; apareció en un papel poco acreditado en Topsy and Eva (1927), y en un papel secundario en Sorrell and Son (1927). En agosto de 1927, dejó United Artists y firmó con Universal Pictures. Su primera película para la compañía fue Good Morning, Judge, protagonizada por Reginald Denny, por la que recibió buenas críticas. En 1928, fue prestada a Metro-Goldwyn-Mayer para West of Zanzibar. La película estaba protagonizada por Lon Chaney y Lionel Barrymore, y ella interpreta a la hija enferma de Chaney, "Maizie". La película fue un éxito y Nolan recibió críticas favorables por su trabajo. Al año siguiente, fue prestada nuevamente a MGM para el drama romántico Desert Nights, junto a John Gilbert. La película fue otro éxito financiero para MGM y sirvió para impulsar su carrera.
La carrera y reputación de Nolan sufrieron otro escándalo cuando, en 1930, fue despedida de la película What Men Want. Tuvo una discusión con el director de la película, Ernst Laemmle, después de saber que era la única del reparto que no había recibido un enfoque en primer plano de la cámara. Laemmle expulsó a Nolan del set y posteriormente fue despedida. Después de amenazar con presentar una demanda contra Universal, el estudio la sacó de su nómina en enero de 1931. Debido a su reputación de presunto uso de drogas y comportamiento temperamental, Nolan no pudo encontrar trabajo en ningún estudio importante. Durante el resto de su carrera, solo apareció en papeles secundarios en películas de bajo presupuesto para los estudios de Poverty Row. Hizo su última aparición en la película de misterio de 1933, Archivo 113, para Allied Pictures.

## Vida privada
Mientras trabajaba en The Follies, comenzó una aventura tumultuosa y muy publicitada con el comediante y actor de blackface Frank Tinney, quien en ese momento estaba casado con la excantante y bailarina Edna Davenport, con quien tenía un hijo pequeño; Tinney bebía mucho y, según informes, abusaba físicamente de Nolan con frecuencia. El 24 de mayo de 1924, Tinney y Nolan tuvieron un altercado físico en su apartamento después de que él se despertó y la encontró sola con un reportero. Después de la pelea, ella intentó suicidarse. El 28 de mayo, compareció ante el magistrado de la ciudad de Nueva York, Thomas McAndrews, para denunciar el asalto y presentar cargos contra Tinney. Nolan mantuvo que él golpeaba y "reprendía" a Carrie Sneed otra bailarina. Tenía moretones en la cabeza y el cuerpo, mientras que Sneed, que vino con ella como testigo, también tenía heridas. Tinney fue arrestado en su casa de Long Island al día siguiente. En junio de 1924, el caso fue presentado ante un gran jurado. Sobre la base de la evidencia, el jurado se negó a acusar al comediante por cargos de asalto. Luego, Tinney afirmó que toda la prueba fue un truco publicitario creado por Nolan. Dos días antes de la partida de Tinney, él y Nolan se reconciliaron y fueron fotografiados juntos fuera de un teatro de Broadway. Tinney rompió la cámara del fotógrafo que tomó la foto y luego fue demandado por asalto. Para evitar a los reporteros, Frank decidió abordar el Columbus el día antes de su salida programada. Mientras esperaba a bordo del barco el 5 de agosto, al actor se le entregaron documentos que le informaban que su esposa había solicitado la separación legal. A las 8 a. m. de la mañana siguiente, Nolan apareció para despedirse. Los dos se quedaron en el camarote de él para evitar a los reporteros. Nolan tuvo que ser escoltada fuera del barco después de ignorar el silbato de salida y lloró mientras observaba la partida del Columbus y le dijo a los periodistas que todavía estaba enamorada de Tinney. Ampliamente difundido por la prensa, ello llevó a Florenz Ziegfeld a despedir a Nolan ese mismo día. Ziegfeld dijo que despidió a Nolan porque ella le había prometido terminar su relación con Tinney.
El 20 de septiembre de 1924, zarpó hacia Francia, donde tenía previsto aparecer en el vodevil. Se dirigió a Londres en octubre, donde se reunió con Frank Tinney. Para diciembre de 1924, el comediante había vuelto a beber y comenzó otra vez a maltratarla físicamente. A principios de 1925, la actriz finalmente terminó su relación. Luego viajó a Alemania, donde trabajó en películas durante los próximos dos años.
Poco después de firmar con Universal en 1927, comenzó una relación con otro hombre casado, el ejecutivo del estudio Eddie Mannix. Mannix usó su influencia para impulsar la carrera de Nolan y fue responsable de sus préstamos a MGM. Poco después de que Desert Nights fuera estrenada en 1929, Mannix terminó abruptamente la relación. Esto enfureció a Nolan, quien amenazó con contarle a la esposa de Mannix, Bernice, su aventura. El productor se enfureció y la golpeó brutalmente dejándola inconsciente. Fue hospitalizada durante seis meses y requirió quince cirugías para reparar el daño que infligió en su abdomen. Mientras estaba hospitalizada, se le prescribió morfina para el dolor. Finalmente se volvió adicta, lo que contribuyó al declive de su carrera.
Nolan se casó una vez y no tuvo hijos. Su marido fue el corredor de bolsa Wallace T. McCreary el 29 de marzo de 1931. Una semana antes de que se casaran, McCreary perdió tres millones de dólares en malas inversiones. La pareja usó el dinero restante de McCreary para abrir una tienda de ropa en Beverly Hills. La tienda cerró en cuestión de meses y Nolan se declaró en bancarrota en agosto de 1931. Se divorció de McCreary en julio de 1932.
A lo largo de su carrera, tuvo varios problemas con la policía. En febrero de 1931, fue acusada de hurto menor después de que LH Hillyer, un hombre a quien Nolan había alquilado una casa, la acusó de robar una alfombra de 200 dólares. La alfombra apareció más tarde en la casa de un médico que afirmó que ella se la había entregado a cambio del pago de la atención médica. En diciembre de 1931, la actriz y su entonces esposo William T. McCreary fueron arrestados después de que trece empleados de su tienda de ropa presentaron cargos contra ellos por no pagarles los salarios. En marzo de 1932, Nolan y McCreary fueron condenados por violar diecisiete leyes laborales y sentenciados a treinta días de cárcel.

## Suicidio
El 31 de octubre de 1948, Nolan fue encontrada muerta en su departamento de Hollywood a la edad de 45 años. Una autopsia determinó más tarde que se había suicidado con una sobredosis de Seconal. Su funeral se llevó a cabo el 4 de noviembre en la capilla Utter-McKinley & Strother Hollywood en Hollywood. Fue enterrada en el cementerio Hollywood Forever .